# Saint-Sauveur-des-Landes
Saint-Sauveur-des-Landes (bret. Kersalver-al-Lann) – miejscowość i gmina we Francji, w regionie Bretania, w departamencie Ille-et-Vilaine.
Według danych na rok 1990 gminę zamieszkiwało 1058 osób, a gęstość zaludnienia wynosiła 56 osób/km² (wśród 1269 gmin Bretanii Saint-Sauveur-des-Landes plasuje się na 558. miejscu pod względem liczby ludności, natomiast pod względem powierzchni na miejscu 531.).